# Mirepoix, Ariège
Mirepoix (okcitansko Mirapeis) je naselje in občina v južnem francoskem departmaju Ariège regije Jug-Pireneji. Leta 1999 je naselje imelo 3.061 prebivalcev.

## Geografija
Naselje se nahaja v pokrajini Languedoc ob reki Hers-Vif, 35 km severovzhodno od središča departmaja Foix.

## Uprava
Mirepoix je sedež istoimenskega kantona, v katerega so poleg njegove vključene še občine Aigues-Vives, La Bastide-de-Bousignac, La Bastide-sur-l'Hers, Belloc, Besset, Camon, Cazals-des-Baylès, Coutens, Dun, Esclagne, Lagarde, Lapenne, Laroque-d'Olmes, Léran, Limbrassac, Malegoude, Manses, Montbel, Moulin-Neuf, Le Peyrat, Pradettes, Régat, Rieucros, Roumengoux, Saint-Félix-de-Tournegat, Sainte-Foi, Saint-Julien-de-Gras-Capou, Saint-Quentin-la-Tour, Tabre, Teilhet, Tourtrol, Troye-d'Ariège, Vals in Viviès z 12.405 prebivalci.
Kanton je sestavni del okrožja Pamiers.

## Zanimivosti
- nekdanja gotska katedrala sv. Mavricija, grajena v obdobju od 12. do 19. stoletja, sedež škofije v Mirepoixu, ustanovljene 1317, ukinjene s konkordatom 1801 - njeno ozemlje je bilo razdeljeno na škofijo v Carcassonnu in nadškofijo v Toulousu, danes del škofije Pamiers; od 1907 francoski zgodovinski spomenik,
- škofijska palača iz  15. stoletja z muzejem kulture,
- trg place de Couverts z Maison des Consuls, stavbo iz 15. stoletja, s štrlečimi arkadami in približno 150 posebej izrezljanimi lesenimi glavami,
- La Porte d'Aval,
- pokopališka cerkev Notre-Dame-et-Saint-Michel iz 17. stoletja,
- most iz druge polovice 18. stoletja, dolg 206 m, podprt s sedmimi loki,
- grad château de Terride, privkrat omenjen leta 960.